# Улица Леонида Могучёва
Улица Леонида Могучёва (до 2023 года — улица Александра Невского) (укр. Вулиця Леоніда Могучова) — улица в Новозаводском районе города Чернигова, исторически сложившаяся местность (район) Новая Подусовка. Пролегает от улицы Григория Кочура до тупика.
Примыкают улицы Черкасская, Глебова, Забаровская.

## История
18-я Колея была проложена в 1950-е годы, вместе в другими улицами 1-й очереди застройки Новой Подусовки (Новоподусовского жилого массива).
В 1960 году 17-я Колея переименована на улицу Александра Невского — в честь князя Новгородского, великого князя Киевского, великого князя Владимирского  Александра Ярославича Невского.
С целью проведения политики очищения городского пространства от топонимов, которые возвеличивают, увековечивают, пропагандируют или символизируют Российскую Федерацию и Республику Беларусь, 21 февраля 2023 года улица получила современное название — в честь советского и украинского художника-графика, уроженца Чернигова Леонида Борисовича Могучёва, согласно Решению Черниговского городского совета № 29/VIII-7 «Про переименование улиц в городе Чернигове» («Про перейменування вулиць у місті Чернігові»).

## Застройка
Улица пролегает в западном направлении к лесу до административной границы Черниговского горсовета с Черниговским районом, пересекая весь Новоподусовский жилой массив, параллельно улице Степана Носа и переулку Александра Невского. Парная и непарная стороны улицы заняты усадебной застройкой. Учреждений нет. 